# Сакашич, Арпад
Арпад Сакашич (венг. Szakasits Árpád; 6 декабря 1888, Будапешт — 3 мая 1965, Будапешт) — венгерский политик, социал-демократ, а после объединения социал-демократов с коммунистами — один из руководителей объединённой Венгерской партии трудящихся.
Занимал должность президента Венгрии со 2 августа 1948 года по 23 августа 1949 года. После отмены должности президента был председателем Президентского совета до 26 апреля 1950 года.

## Карьера в Австро-Венгрии и хортистской Венгрии
Родился в еврейской семье. Его отец Ференц Сакашич был кожевником и активным деятелем рабочего движения.
Длительное время работал дорожным строителем и столяром. Участвовал в профсоюзном движении, с 1908 года был сотрудником социал-демократической газеты «Népszava», пользовался покровительством её редактора Дежё Боканьи. С 1918 года — член Венгерской социал-демократической партии. Был сторонником левого крыла партии, участвовал в революционных событиях 1919 года в Венгрии. После падения Венгерской советской республики был репрессирован и отправлен в тюрьму, а его отец — казнён.
В 1925—1928 годах заместитель председателя, а затем до 1938 года — председатель профсоюза строителей. В последующие годы из-за своей профсоюзной деятельности неоднократно конфликтовал с венгерскими властями.
С 1939 года — генеральный секретарь социал-демократической партии, а с 1940 года — также главный редактор центрального органа партии газеты «Népszava». Во время Второй мировой войны активно выступал против союза с Германией. Сакашич пытался организовать вооружение рабочих для противостояния нилашистам после осуществлённого ими при поддержке гитлеровцев свержения Хорти.

## Послевоенный период
После освобождения Венгрии от гитлеровцев с марта 1945 года Сакашич был депутатом Национального собрания и генеральным секретарём Социал-демократической партии Венгрии.

### Объединение социал-демократов и коммунистов
В послевоенные годы левое крыло социал-демократов, во главе которого стояли Сакашич и Дьёрдь Марошан, стремилось наладить сотрудничество с Венгерской коммунистической партией, во главе которой стоял Матьяш Ракоши. Противники сотрудничества с коммунистами, среди которых была Анна Кетли, были исключены из социал-демократической партии. В июне 1948 года произошло объединение социал-демократов и коммунистов в единую Венгерскую партию трудящихся, председателем которой был избран Сакашич.
В 1948—1950 годах он был членом Политбюро ЦК Венгерской партии трудящихся.

### Назначение на должность президента

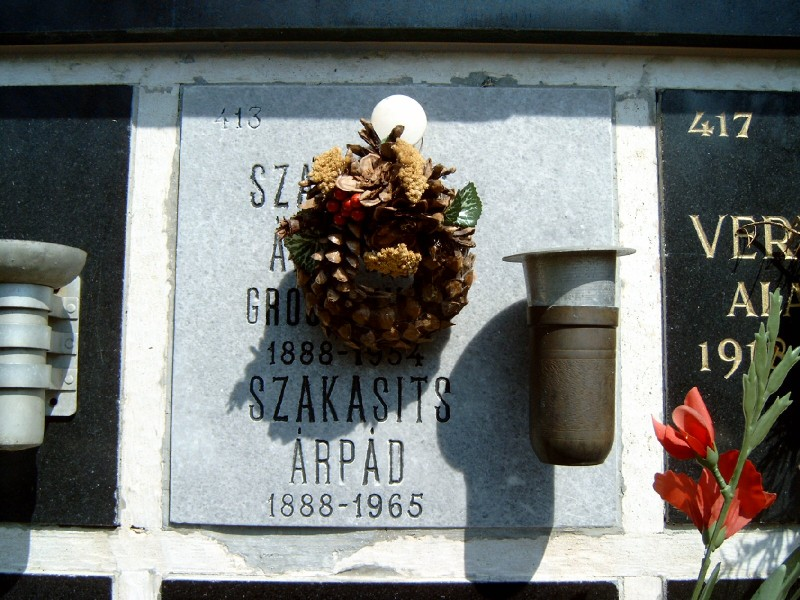
Могила Сакашича

С 15 ноября 1945 года Сакашич занимал должность вице-премьера в правительствах Золтана Тилди, Ференца Надя и Лайоша Диньеша.
2 августа 1948 годах сменил Золтана Тилди на посту президента Венгрии. После основания Венгерской народной республики в 1949 году в её конституции был упразднён пост президента, и Сакашич был избран председателем Президентского совета.

### Репрессии
В апреле 1950 года Матьяш Ракоши, 1-й секретарь ЦК ВПТ, потребовал от Сакашича уйти в отставку. Тот ушёл с должности 26 апреля 1950 года. Вскоре после этого арестован органами госбезопасности и приговорён к пожизненному заключению. По некоторым сведениям, составленное от его имени машинописное «признание» в работе на полицию Хорти, гестапо, британские спецслужбы и Лейбористскую партию ему лично вручил пригласивший на ужин Ракоши, пригрозив судьбой расстрелянного министра внутренних дел Ласло Райка.
В 1953 году освобождён, однако реабилитирован лишь в конце 1956 года в ходе событий Венгерского восстания.

### При режиме Яноша Кадара
При Яноше Кадаре Сакашич снова становится видным общественным деятелем. С 1958 года и до своей смерти Сакашич был председателем Союза журналистов. Кроме того, с 1958 по 1963 год он занимал должность вице-президента, а с 1963 года и до своей смерти — президента Национального совета мира. С 1958 по 1965 год был членом ЦК ВСРП.

## Эсперанто
Сакашич был эсперантистом более 40 лет, посещал эсперантистские конгрессы и был членом Международного оргкомитета Всемирного конгресса эсперанто в 1959 году.

## Семья
Его брат Антал Сакашич и зять Пал Шиффер (муж дочери Клары Сакашич) также были социал-демократическими политиками. Правнук Андраш Шиффер — один из основателей и лидеров современной партии «Политика может быть другой».